# Julieta Venegas
Pour les articles homonymes, voir Venegas.
 (septembre 2019).
Si vous disposez d'ouvrages ou d'articles de référence ou si vous connaissez des sites web de qualité traitant du thème abordé ici, merci de compléter l'article en donnant les références utiles à sa vérifiabilité et en les liant à la section « Notes et références ».
Julieta Venegas est  une auteure-compositrice-interprète mexicaine née à  Long Beach, en Californie (États-Unis)  le 24 novembre 1970.

## Biographie
Julieta Venegas naît le 24 novembre 1970 à  Long Beach, en Californie, aux États-Unis. Elle grandit à Tijuana, au Mexique.
Sa naissance aux États-Unis est majoritairement reprise dans les différents médias.
Pourtant, sur le site officiel de la chanteuse, il est indiqué qu'elle est née et a grandi à Tijuana (Basse-Californie, Mexique).
Elle commence à étudier la musique à l'âge de huit ans et rejoint successivement plusieurs groupes, y compris Tijuana No!, avant de commencer une carrière solo. Dans ses chansons, elle joue de nombreux instruments (guitare acoustique, accordéon, et piano entre autres). En 2004 elle remporte le Latin Grammy Award pour la meilleure voix rock sur son album Sí.
En 2003, elle participe à l'album de Joaquín Sabina Entre todas las mujeres en reprenant la chanson Corre dijo la tortuga.
Venegas a publié son sixième album studio, " Los Momentos " le 9 avril 2013. Il comprend la chanson "Tuve Para Dar", parue en novembre 2012. Cet album comportait une variété d'instruments électroniques, de guitare acoustique et de piano. 
Venegas a publié son septième album studio, "Algo Sucede" le 14 août 2015. Il comprend le single "Ese Camino", "Buenas Noches, Desolación" et les nouveaux singles "Tu Calor" et "Todo Está Aquí". Elle vit à Buenos Aires, en Argentine, avec sa fille.

## Discographie

### Albums
| 1997 | Aquí                          |    | -  | -  | -  | -  | -   | - |
| 2000 | Bueinvento                    |    | -  | -  | -  | -  | -   | - |
| 2004 | Sí                            | 1  | 96 | -  | -  | -  | -   | 2 |
| 2006 | Limón y Sal                   | 1  | 4  | 14 | 9  | -  | 177 | 2 |
| 2007 | Realmente Lo Mejor            | 61 | 80 | -  | -  | -  | -   | - |
| 2008 | MTV Unplugged Julieta Venegas | 1  | 18 | -  | 39 | -  | 169 | 1 |
| 2010 | Otra Cosa                     | 5  | 19 | -  | 19 | 39 | -   | 3 |
| 2013 | Los Momentos                  | 22 | 35 | -  | -  | -  | -   | 2 |
| 2015 | Algo Sucede                   | 7  | 16 | -  | -  | -  | -   | 6 |

### Singles
| Année | Titre               | Meilleur classement | Meilleur classement | Meilleur classement | Meilleur classement | Meilleur classement | Meilleur classement | Meilleur classement | Meilleur classement | Album         |
| Année | Titre               | MEX                 | États-Unis          | ARG                 | ESP                 | ITA                 | BRL                 | SUI                 | URU                 | Album         |
| ----- | ------------------- | ------------------- | ------------------- | ------------------- | ------------------- | ------------------- | ------------------- | ------------------- | ------------------- | ------------- |
| 1997  | De Mis Pasos        | -                   | -                   | -                   | -                   | -                   | -                   | -                   | -                   | Aquí          |
| 1997  | Cómo Sé             | 18                  | -                   | -                   | -                   | -                   | -                   | -                   | -                   | Aquí          |
| 2000  | Sería Feliz         | -                   | -                   | -                   | -                   | -                   | -                   | -                   | -                   | Bueninvento   |
| 2000  | Hoy No Quiero       | -                   | -                   | -                   | -                   | -                   | -                   | -                   | -                   | Bueninvento   |
| 2003  | Andar Conmigo       | 1                   | 1                   | 2                   | 2                   | -                   | -                   | -                   | 1                   | Sí            |
| 2004  | Lento               | 1                   | 2                   | 1                   | 2                   | -                   | -                   | -                   | 4                   | Sí            |
| 2004  | Algo Está Cambiando | 1                   | 1                   | 1                   | 1                   | -                   | -                   | -                   | 1                   | Sí            |
| 2005  | Oleada              | 15                  | 31                  | 8                   | -                   | -                   | -                   | -                   | 2                   | Sí            |
| 2006  | Me Voy              | 1                   | 1                   | 1                   | 1                   | 3                   | 12                  | 8                   | 1                   | Limón y Sal   |
| 2006  | Limón y Sal         | 2                   | 24                  | 2                   | 12                  | -                   | -                   | -                   | 1                   | Limón y Sal   |
| 2007  | Eres Para Mí        | 1                   | 1                   | 1                   | -                   | -                   | 10                  | -                   | 3                   | Limón y Sal   |
| 2007  | Primer Día          | 5                   | -                   | -                   | 12                  | -                   | -                   | -                   | -                   | Limón y Sal   |
| 2008  | El Presente         | 1                   | 1                   | 1                   | 3                   | -                   | 2                   | -                   | 1                   | MTV Unplugged |
| 2008  | Algún Día           | 72                  | -                   | 80                  | -                   | -                   | -                   | -                   | -                   | MTV Unplugged |
| 2010  | Bien o Mal          | 4                   | 8                   | 10                  | 45                  | -                   | -                   | -                   | 1                   | Otra Cosa     |
| 2010  | Despedida           | -                   | 40                  | -                   | -                   | -                   | -                   | -                   | -                   | Otra Cosa     |

### Bandes originales
Todo El Poder (1999)
Chikero Bombay (Liquits avec Julieta Venegas)
Amours chiennes (2000)
Amores Perros (Me Van A Matar)
Demasiado Amor (2001)
Acaríciame (Versión Mastretta) et Acaríciame (Versión Joan Valent)
El Sueño del Caimán (2002)
El Sueño del Caimán (Masttera avec Julieta Venegas)
Asesino en serio (2002)
El Listón de Tu Pleo (Paul Dónes avec Julieta Venegas)
Subterra (2003)
Lo Que Tú Me Das (Julieta Venegas avec Anita Tijoux)
Maria, pleine de grâce (2004)
Lo Que Venga Después
Sólo Dios Sabe (2005)
Saudade (Julieta Venegas avec Otto) et Lágrimas Negras
Les Femmes de Ses Rêves (2007)
Canciones De Amor
Quemar Las Naves (2008)
Mi Principio, Miel Con Veneno et No Somos de Aquí
Abel (2010)
Abel